# Felipe Silva (jogador de rugby)
Felipe Claro Santa’Ana Silva (28 de fevereiro de 1986), mais conhecido como Felipe Claro ou pelo apelido de Alemão, é um jogador de rugby sevens e union brasileiro.

## Carreira
Alemão integrou o elenco da Seleção Brasileira de Rúgbi de sete que ficou em 12.° lugar na Rio 2016.